# Дзеньків Наталя Ігорівна
Наталя Ігорівна Дзеньків (нар. 14 грудня 1975, Івано-Франківськ) — українська співачка, вокалістка гурту Lama. Відома також як Lama, оскільки на початку існування гурту вона була єдиною постійною його учасницею.

## Біографія
Народилась в сім'ї артистів Гуцульського ансамблю пісні й танцю.
Закінчила музичне училище за класом фортепіано.
1993 року Наталя разом з одногрупницею створила гурт «Магія». Наталя написала музику, а одногрупниця — слова. Так була написана перша пісня, на яку записали професійну фонограму. З цією піснею гурт звернувся до ді-джея Віталія Телезіна, який відразу запустив пісню в радіо ефірі. Через деякий час було записано альбом «Світло і тінь». Через тиждень після його виходу, було продано близько 20 тисяч екземплярів дисків.
Є однією із засновників гурту Lama, що виник 2005 року. Продюсер з 1997 по 2012 роки — Віталій Телезін.
4 грудня 2008 року ім'ям Наталі Дзеньків названа зірка в сузір'ї Великого Воза. Того ж року співачка отримує нагороду “Жінка Третього Тисячоліття”.
У грудні 2019 року на екрани вийшла кінокартина «Тільки диво» української режисерки Олени Каретник, у якій Наталя зіграла роль Феї Льоду та виконала пісню «Привіт, привіт».
Брала участь у різноманітних шоу, серед яких: “Зірка+Зірка”, “Пристрасті на паркеті”, та була членом журі конкурсу “Свіжа кров” на телеканалі М1.
У 2022 році Lama презентувала композицію «Сильні люди», яку присвятила героям-захисникам та незламному українському народові.

## Дискографія

### Сингли у співпраці з гуртом «Магія»
- «Напиши мені, доле, листа» (1997)
- «Моє серце розбите» (1997)
- «Світло і тінь» (1998)
- Альбом «Світло і тінь»[7]

## Фільмографія
- «Тільки диво» (2019)

## Нагороди й відзнаки
2007 року на церемонії «MTV Europe Music Awards» (Мюнхен, «Олімпія Галлє») отримала премію «Best Ukrainian Act» (найкращий український виконавець).

## Громадська діяльність
2014 року взяла участь у фільмуванні для благодійного календаря «Щирі», присвяченого українському національному костюму та його популяризації. Проєкт було реалізовано зусиллями ТЦ «Домосфера» та комунікаційної агенції Gres Todorchuk. Усі кошти від реалізації календаря було передано на допомогу пораненим бійцям АТО до Київського військового шпиталю та центру волонтерства Українського католицького університету «Волонтерська Сотня».
З 2022 року артистка почала давати благодійні концерти та продовжує активно допомагати ЗСУ.